# Ukiutoqqami Pilluaritsi
Ukiutoqqami Pilluaritsi (Krudt & Kærlighed) er en grønlandsk komediefilm fra 2019 af instruktør Otto Rosing, produceret af Michael Bevort, Wintertales. Manuskript er skrevet af Michael Rosing i samarbejde med Henrik Fleischer. 
Optagelserne til Ukiutoqqami Pilluaritsi strakte sig fra 1. december til 31. december 2017.
UP er en low-budget film, cast og crew fik en aktie for hver dag de arbejdede på optagelserne. Kommer filmen til at spille penge ind, aflønnes alle i forhold til deres aktier. 10 % af alle aktier går til et godt formål som hjælper grønlandske børn. 
I hovedrollen ses Minik Daorana Julén og Nivi Pedersen mens de øvrige store roller er besat af Peter Tuusi Motzfeldt, Mike Philip Fencker Thomsen, AneMarie Ottosen, Christian Elsner, Qillannguaq Berthelsen, Mads Peter Bejder Christensen, Paniaraq Rosing Søltoft, Vivi Nielsen, Hans Jukku Noahsen, Villads Sandgreen, Maria Motzfeldt og Varste Mikailsen Mathæussen. 

## Synopsis
Miki er grønlænder, men er vokset op i Sverige. Han tager for første gang til Nuuk for at slappe af og møde familien. Og, måske finde ud af hvad der egentligt skete dengang han blev undfanget. Men inden længe bliver han hvirvlet ind i fætter Kunuks venners småkriminalitet. Og så står han pludseligt med ansvaret for to ton stjålet fyrværkeri, nogle kumpaner der ikke helt forstår ham, en sød pige der måske kan blive hans, og byens mafiaboss i hælene.